# Cobertor (canção)
"Cobertor" é uma canção da artista musical brasileira Anitta com a participação do rapper brasileiro Projota. Foi lançada como primeiro single do seu segundo álbum de estúdio Ritmo Perfeito (2014). A canção foi composta por Projota em parceria com Danilo Valbusa, Pedro Caropreso e Diego Silveira e produzida por Umberto Tavares e Mãozinha. A gravação da versão ao vivo — presente no álbum Meu Lugar — decorreu em 15 de fevereiro de 2014, no HSBC Arena, enquanto que a edição em estúdio foi gravada na U.M. Music, também em 2014 — ambos os locais estão localizados no Rio de Janeiro, Brasil. A faixa apresenta um movimento de balada e deriva de origens estilísticas da música pop e do R&B.
Sua letra é sobre um relacionamento que terminou e agora o casal se arrepende de tê-lo terminado. O tema foi recebido de maneira positiva pelos críticos musicais; eles avaliaram que é "repetitiva" por ser muito parecida com "Zen", mas analisaram que é responsável por estabilizar a artista como "estrela pop brasileira".  "Cobertor" conseguiu registrar entrada na Brasil Hot 100 Airplay, atingindo a 48.ª como sua melhor posição. Em 24 de maio de 2014, foi disponibilizado um vídeo musical para a música no canal oficial de Anitta no YouTube. Dirigida por Fred Ouro Preto, a produção segue Projota e Anitta em cenas românticas.

## Antecedentes
Após chamar a atenção do Dee Jay Renato Azevedo, Anitta foi contratada pela produtora independente Furacão 2000 e lançou as canções "Menina Má", "Proposta", "Fica Só Olhando" e "Eu Vou Ficar". Em junho de 2012, a sua empresária Kamilla Fialho pagou R$ 260 mil à empresa, para que a artista fosse agenciada por ela. Então, ela assinou com a Warner Music Brasil e lançou seu primeiro single, "Meiga e Abusada". A artista "estourou" no Brasil após o lançamento de "Show das Poderosas", que recebeu boas análises da crítica, recebeu os prêmios Multishow de Música Brasileira 2013 nas categorias "Música Chiclete" e "Clipe do Ano" e o 18º Melhores do Ano em "Música do Ano" e atingiu a primeira posição na tabela da Crowley Broadcast Analysis e a segunda na Brasil Hot 100 Airplay. Fora do seu país de origem, a canção conseguiu a nona colocação na Portugal Digital Songs.
Seu primeiro disco, Anitta, foi lançado em 6 de julho de 2013, ficando no topo dos mais vendidos da loja virtual iTunes Store e tendo uma recepção mista da imprensa. Por outro lado, seu desempenho nas paradas foi positivo: na tabela estipulada pela Associação Brasileira dos Produtores de Discos, o disco atingiu o cume. A mesma instituição também emitiu um disco de platina, pela excedência de oitenta mil cópias vendidas. Além dos supracitados "Meiga e Abusada" e "Show das Poderosas", o disco rendeu mais três músicas de trabalho: "Tá na Mira", "Não Para" e "Zen".

## Desenvolvimento

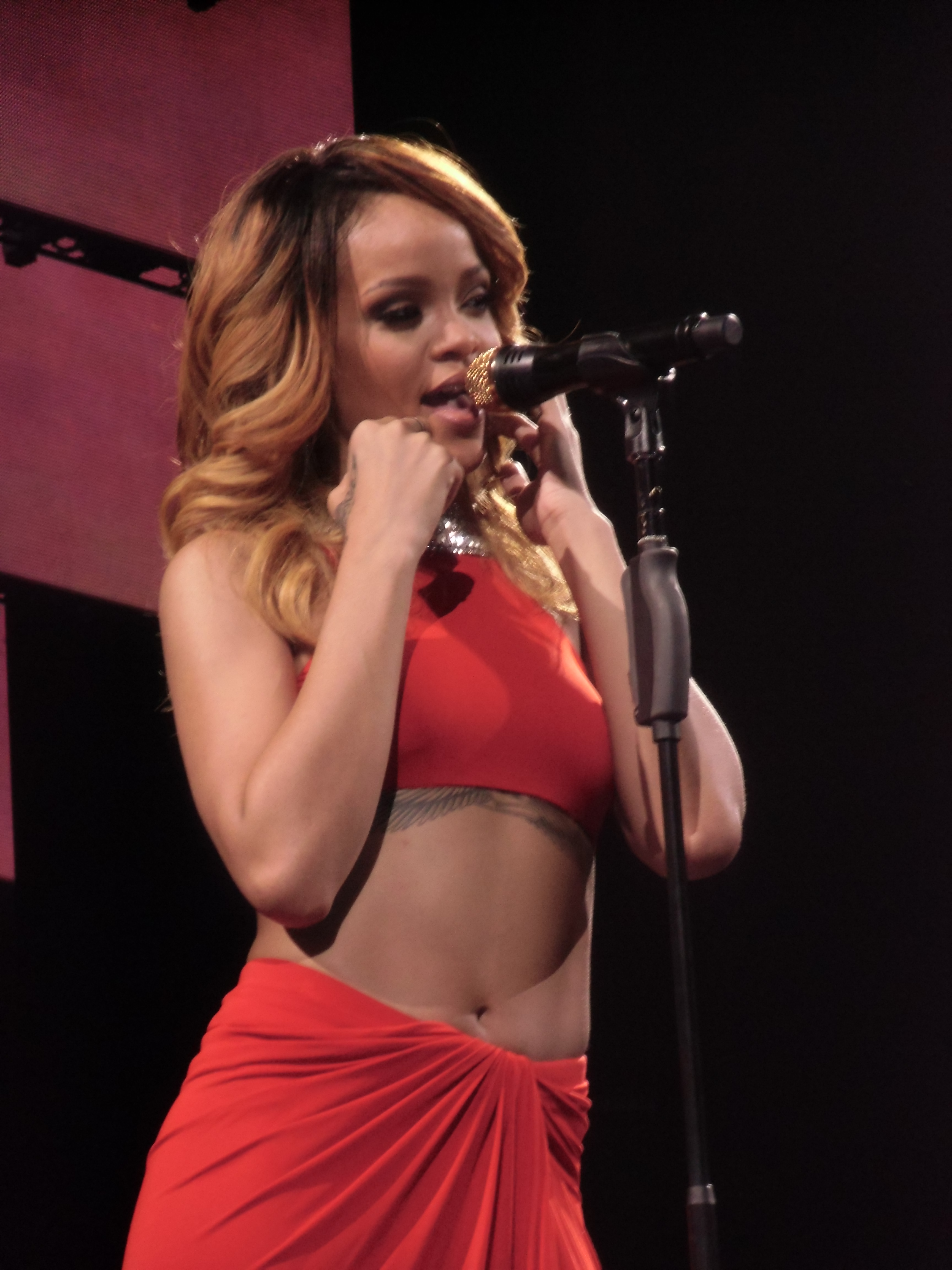
A cantora barbadense Rihanna foi citada por Anitta como sua maior fonte de inspiração para todo o disco Meu Lugar, em quesitos como figurino e coreografias.

Depois do sucesso comercial de Anitta, a cantora afirmou em entrevista ao jornal Extra que o desenvolvimento de seu primeiro disco ao vivo já estava em planejamento. Na época, ela comentou: "Vamos gravar na metade de janeiro do ano que vem no Rio. É o lugar onde comecei." Meses mais tarde, a jornalista Louise Soares da Folha de S. Paulo publicou mais detalhes revelados pela artista: "O DVD terá de seis a sete músicas inéditas. Tá um sonho, com baile gigantesco, 28 bailarinos. A gente vai fazer, no máximo, quatro mudanças de figurinos. Tenho de inspiração a Rihanna, tudo peguei dela, figurino, coreografias, perfil." O projeto recebeu o nome de Fantástico Mundo de Anitta e sua gravação foi confirmada para o dia 15 de fevereiro de 2014. Ao ser perguntada sobre a participação de convidados especiais, a artista revelou que a única aparição especial em seu novo trabalho seria do rapper paulista Projota. A artista convidou o norte-americano Pitbull para uma participação — ela já havia confirmado o lançamento de um remix de "Show das Poderosas" com o cantor —, mas ele recusou por motivos desconhecidos.
Uma faixa então inédita chamada "Cobertor" foi escolhida para ser interpretada pelos dois cantores. Depois de postar um vídeo cantando "Mulher", música do rapper, ela recebeu uma mensagem de agradecimento do mesmo; enquanto conversavam, Projota mostrou uma letra para Anitta, a qual ela achou "sensacional" e pensou "na mesma hora em colocar no DVD". Daí, ela ligou para Raoni Carneiro, diretor do projeto, e o questionou se era possível inserir a canção no material. Ela comentou:
| “ | A princípio, nós não teríamos [participações]. Eu até disse em algumas entrevistas que só entraria algum convidado se a música pedisse. Por uma situação do destino, faz algum tempo que gravei um vídeo com a canção "Mulher" do rapper Projota e coloquei na internet. Fez muito sucesso meus fãs adoram e compartilharam. Ele agradeceu e disse que gostou muito. E, nessa conversa, ele me mostrou uma música, achei S-E-N-S-A-C-I-O-N-A-L, na mesma hora pensei em colocar no DVD. Liguei para o Raoni [Carneiro] perguntando se dava tempo! Estamos trabalhando esse projeto com muito tempo de antecedência, nós já tínhamos entregado a parte de áudio, para ser feito a luz, contabilizar o tempo de duração do show, e saber como será cada ação no palco. Colocamos a letra no lugar de outra e ficou tudo bem. | ” |

A faixa foi escolhida como single do disco especialmente para a internet, sendo lançada em 24 de maio de 2014. Após a gravação, o título do álbum foi mudado para Meu Lugar e lançado em 4 de junho de 2014. A versão de estúdio de "Cobertor" foi incluída em Ritmo Perfeito, que foi disponibilizado um dia antes, 3 de junho.

## Estilo musical e letra
"Cobertor" é uma canção de movimento balada que deriva de origens estilísticas de pop e R&B, produzida por Umberto Tavares e Mãozinha, e com uma duração de três minutos e três segundos (3:03). A gravação de sua versão ao vivo esteve a cargo de Raoni Carneiro e decorreu no HSBC Arena em 15 de fevereiro de 2014; enquanto que o registro de sua edição em estúdio foi realizado pela dupla de produtores no estúdio da U.M. Music. Ambos foram feitos no Rio de Janeiro, Brasil. Mauro Ferreira, em seu blog Notas Musicais, afirmou que é uma "balada de cadência R&B". Em entrevista ao periódico O Liberal, Anitta revelou que não gosta de ser rotulada como artista de um estilo musical só:
| “ | Sempre me perguntaram isso, mas não gosto de me rotular com um nome. Eu sou muito eclética, cresci ouvindo todo tipo de música e meu sonho era cantar de tudo também. Nesse meu DVD consegui fazer de tudo um pouquinho. Tem bastante funk, pop, música lenta, música romântica, outra mais gingada. Por isso não consigo dizer qual ritmo ao certo eu canto, porque gosto de tudo um pouco, e isso mostra bem quem sou. | ” |

A letra foi escrita por Projota em conjunto com Danilo Valbusa, Pedro Caropreso e Diego Silveira, três integrantes da banda Cine, e é sobre um relacionamento que terminou e agora o casal se arrepende de tê-lo terminado. O tema inicia e termina com os versos "Eu sei que o tempo pode afastar a gente / Mas se o tempo afastar a gente é porque nosso amor é fraco demais / E amores fracos não merecem o meu tempo, não mais" e durante o refrão a dupla canta "Ele me disse 'vai' / Eu disse 'já vou' / Ele me disse 'volta' / E eu disse 'oh' / Ah, que saudade de você / Debaixo do meu cobertor".

## Recepção pela crítica
Mauro Ferreira do Notas Musicais disse que "[...] feita em clima 'Zen', a participação d[e] Projota ajudou a atenuar a sensação recorrente de que o 'funk de uma batida só' cantado por Anitta soa repetitivo, inclusive na temática". Giulia Marquezini do periódico Correio analisou que "com este lançamento, Anitta se firma como estrela pop do país". O Estado de Minas teve uma opinião semelhante e confidenciou que "é responsável por transformar Anitta em um dos fenômenos atuais do pop brasileiro". Ao analisar Ritmo Perfeito, Guilherme Tintel do It Pop afirmou que "[a faixa] vem nessa fórmula ora eletrônica, ora acústica, com um pé no hip-hop e letra que pouco difere dos outros trabalhos do rapper, mas funciona perfeitamente quando aplicada ao repertório da cantora". Além disso, Tintel considerou a parceria um dos melhores momentos do produto final. A faixa foi indicada aos Meus Prêmios Nick de 2014 na categoria Música do Ano, mas perdeu para "Tudo que você quiser" (2013) de Luan Santana.

## Vídeo musical

O vídeo musical de "Cobertor" é composto apenas de cenas românticas protagonizadas pelo fictício casal formado por Anitta e Projota.

O vídeo musical para "Cobertor" foi lançado de supetão no canal oficial de Anitta no YouTube em 24 de maio de 2014, na madrugada de sábado para domingo. O roteiro do vídeo — gravado numa casa abandonada — é composto apenas de cenas românticas protagonizadas pelo duo. A direção da obra audiovisual coube a Fred Ouro Preto. O projeto abre com tomadas da casa onde foi gravado, e em seguida a cantora é exibida de pé e encostada em uma árvore. Logo depois, o fictício par romântico aparece na tela com pétalas caindo ao seu redor. Estas cenas são intercaladas com uma tomada de Anitta de braços cruzados e outra dela coberta por um cobertor. Após tal, a artista é mostrada cantando a letra do tema e passando sua mão por uma espécie de cortina. Grande parte da gravação é composta apenas da intercalação destas cenas, além de outra na qual ela está em uma cama enquanto profetiza a letra e uma na qual segura um gato. Durante os versos de Projota, Anitta está em uma parede de madeira e ele passa a jogar facas em sua direção. A cada tacada, ao não ser acertada, ela suspira. O restante é composto apenas de tomadas intercaladas entre os artistas e a casa abandonada.
Fernanda Catania da revista brasileira Capricho analisou que "[o vídeo] é muito fofo, assim como a letra da música". Já o portal PureBreak disse que "[a artista] vive um romance um pouco complicado com o rapper durante os três minutos de vídeo". Luiz Belineli do Papel Pop confidenciou que "[na produção, Anitta] aparece em uma casa abandonada, no meio do mato, mas com muita renda por todos os cantos. Ela está romântica e charmosinha ao lado do rapper Projota". O vídeo foi indicado à categoria de Melhor Clipe Nacional durante a cerimônia Capricho Awards de 2014, perdendo o galardão para "Cê Topa" (2014), de Luan Santana.

## Créditos
Todo o processo de elaboração de "Cobertor" atribui os seguintes créditos:
Gravação
- Vocais da versão em estúdio gravados no U.M. Music (Rio de Janeiro) por Umberto Tavares, Jefferson Junior, Mãozinha e Toninho Aguiar
- Vocais da versão ao vivo gravados no HSBC Arena (Rio de Janeiro)
- Mixada no Studio Batukada e no U.M. Music (Rio de Janeiro) por Marcos Saboia
- Masterizada no Magic Master (Rio de Janeiro) por Ricardo Garcia

Publicação
- Publicada pela empresa Faz Produções
- A participação de Projota é uma cortesia da Faz Produções e da Universal Music

Produção
| - Anitta: vocalista principal, vocalista de apoio - Projota: composição, vocalista participante - Danilo Valbusa: composição, teclados - Pedro Caropreso: composição, piano - Diego Silveira: composição, percussão eletrônica | - Umberto Tavares: produção - Mãozinha: produção - Head Media: arranjos - Marcio Smile: percussão de bateria - Fry: percussões |

## Desempenho nas tabelas musicais

### Paradas semanais
| Tabela musical (2014)           | Melhor posição |
| ------------------------------- | -------------- |
| Brasil (Brasil Hot 100 Airplay) | 43             |